# Aerides
 Aerides  es un género que tiene asignadas unas 25 especies de orquídeas monopodiales de hábito epífitas, de la subtribu Sarcanthinae de la familia Orchidaceae la mayoría olorosas. Se encuentran en las selvas umbrías y húmedas de Asia India, Sur de China, Filipinas y Papúa Nueva Guinea.

## Distribución y Hábitat
Se encuentran en las selvas umbrías y húmedas de Asia India, Sur de China, Filipinas y Papúa Nueva Guinea.

## Descripción
Aerides son especies epífitas de orquídeas que tienen un solo tallo monopodial erecto y corto. Las hojas con apariencia de cuero brillantes son opuestas, y se distribuyen en dos filas de cinco a siete hojas ( con forma de abanico), con una longitud de 15-25 cm. Las nuevas hojas se forman en el ápice del tallo, con un modo de crecimiento monopodial.
El ramo floral con forma de racimo se desarrolla péndulo con una longitud de unos 30 cm. Tienen flores blancas, raramente amarillas, púrpuras o rosas, con una espuela que mira cara a arriba.
Poseen lígulas. Morfológicamente son muy similares a Vanda.
Alguna de las especies desprende una dulce y suave esencia por la noche y por la mañana temprano.

## Taxonomía
El género fue descrito por João de Loureiro y publicado en Flora Cochinchinensis 2: 525. 1790.
Etimología
Aerides (abreviado Aer.): nombre genérico que procede de las palabras griegas: "aer" = "aire" y "eides" = "asemejando", aludiendo al hábito de epífitas de estas plantas que aparentemente se alimentan de nada, solo de lo que la atmósfera pueda ofrecerles. 
Nombre común:
- Brocha de Zorro (Rabo de zorro)
- Rabo de gato.

## Especies deAerides
- Aerides augustianum (Filipinas).
- Aerides crassifolium (Indo-China).
- Aerides crispum (SW. India).
- Aerides emericii (Andaman Is.)
- Aerides falcatum (Indo-China)
- Aerides flabellatum (China (S. Yunnan) a Indo-China)
- Aerides houlletianum (Laos, Tailandia, Vietnam).
- Aerides inflexum (Borneo a Sulawesi).
- Aerides × jansonii (Myanmar).
- Aerides jarckianum (Filipinas).
- Aerides krabiense (Pen. Tailandia a Pen. Malaya) - litófita
- Aerides lawrenciae (Filipinas).
- Aerides leeanum (Filipinas).
- Aerides macmorlandii (India).
- Aerides maculosum (SW. India).
- Aerides multiflorum: multiflowered Aerides (Himalaya a Indo-China).
- Aerides odoratum (S. China a Asia Trop.).
- Aerides orthocentrum China (Yunnan).
- Aerides quinquevulnera: Orquídea del Sueño Sagrado (Filipinas, New Guinea).
- Aerides ringens (S. India, Sri Lanka, Andaman Is).
- Aerides roebelenii (Filipinas).
- Aerides roseum (E. Himalaya a S. China y Indo-China).
- Aerides savageanum (Filipinas).
- Aerides shibatianum (Filipinas).
- Aerides thibautianum (Java, Sulawesi).
- Aerides timoranum (Lesser Sunda Is, Timor).